# 看護理論
看護理論（かんごりろん、英語: Nursing theory）とは、ナイチンゲール以来の近代看護において、看護、及び看護的な介入とその状況を語るための主要な要素、人間、環境（人的、物的）、健康、看護診断、看護計画、看護行為、看護評価といった看護過程、並びにその看護の本質とそれらをもとに、看護師と患者をつなぐ看護行為、ケア関係のモデルを構築し、今新たに脚光を浴びつつある地域看護、家族看護、健康教育などの新たなケア実践をより適切で効果的なものにしていくための理論的な努力を言う。

## 看護学の貢献者
看護学に多大な貢献をしてきた人たちは、次の人たちである。
- フローレンス・ナイチンゲール
- ヴァージニア・ヘンダーソン - ヘンダーソンの14の基本的ニードを開発。
- アーネスティン・ウィーデンバック
- ヒルデガード・ペプロウ
- ナンシー・ローパー
- アイダ・J・オーランド
- マーサ・E・ロジャーズ
- ドロセア・オレム - セルフケア不足看護理論を開発した。
- ジョイス・トラベルビー
- ベティ・ニューマン
- カリスタ・ロイ
- マドレイン・M・レイニンガー
- マーガレット・ニューマン
- イモージン・キング（英語版）
- リリアーネ・ユーヒリ
- パトリシア・ベナー
- ジーン・ワトソン

## 看護理論の分析と評価

### 看護のメタパラダイム
メタパラダイムとは、ある学問の関心対象たる現象探求のための「概念」や「命題」であるが、看護学においては「看護・人間・健康・環境」の4つの概念がこれに該当する。このメタパラダイム自体も一つの「理論」として批判的検討、そして更新の対象となり得るものの、特定の看護理論を把握する際のフレームワークとなっており、「看護・人間・健康・環境」のメタパラダイム成立以降の理論家が自ら言及することは無論のこと、パラダイム提示以前の理論についてもこれらを析出の上把握され、当該理論自体の理解および他理論との比較の一助となっていると言える。

### 看護理論の階層性
看護理論分析家のフォーセットは、看護理論を「（より抽象的）メタパラダイム＞哲学＞概念モデル＞理論＞経験的指標（より具体的）」の5階層に区分した。一方で、フォーセットの如き分類によれば各階層に区分される諸理論を、一律にメタな意味での「理論」と捉え、理論および理論間の関係を把握する立場も存在する。